# Noren, Västmanland
Noren är en sjö i Norbergs kommun i Västmanland och ingår i Norrströms huvudavrinningsområde. Sjön är 8 meter djup, har en yta på 1,3 kvadratkilometer och befinner sig 129 meter över havet. Sjön avvattnas av vattendraget Snytsboån.

## Delavrinningsområde
Noren ingår i det delavrinningsområde (666208-150592) som SMHI kallar för Utloppet av Noren. Medelhöjden är 162 meter över havet och ytan är 13,68 kvadratkilometer. Räknas de 10 avrinningsområdena uppströms in blir den ackumulerade arean 163,84 kvadratkilometer. Snytsboån som avvattnar avrinningsområdet har biflödesordning 4, vilket innebär att vattnet flödar genom totalt 4 vattendrag innan det når havet efter 217 kilometer. Avrinningsområdet består mestadels av skog (42 procent). Avrinningsområdet har 1,3 kvadratkilometer vattenytor vilket ger det en sjöprocent på 9,5 procent. Bebyggelsen i området täcker en yta av 4,74 kvadratkilometer eller 35 procent av avrinningsområdet.